# 734
| 734                |
| ------------------ |
| Dødsfald - Fødsler |
| • Begivenheder     |

| Gregoriansk kalender | 734 DCCXXXIV            |
| Ab urbe condita      | 1487                    |
| Armensk kalender     | 183 ԹՎ ՃՁԳ              |
| Kinesiske kalender   | 3430 – 3431 癸酉 – 甲戌 |
| Etiopisk kalender    | 726 – 727               |
| Jødisk kalender      | 4494 – 4495             |
| Hindukalendere       |                         |
| - Vikram Samvat      | 789 – 790               |
| - Shaka Samvat       | 656 – 657               |
| - Kali Yuga          | 3835 – 3836             |
| Iransk kalender      | 112 – 113               |
| Islamisk kalender    | 116 – 117               |

Se også 734 (tal)

## Begivenheder
- Slaget ved Boarn hvorved Det frisiske kongerige underlægges Frankerriget

## Dødsfald
- Bubo (frisisk konge)